# Ome Henk
Ome Henk, dit « Henk Stubbe » (« Oncle Henk ») en néerlandais, est un chanteur comique néerlandais. 
Sa chanson la plus connue est Opblaaskrokodil (Crocodile gonflable) (2000). Il a toutefois pour spécialité les pastiches de chansons populaires, telles que Lekker, Lekker (Joli ou Sympa), une parodie de la chanson roumaine Dragostea Din Tei du groupe O-Zone, ou Mambo Nr. 6 d'après Mambo No. 5 de l'Allemand Lou Bega.